# Высоцкая, Юлия Александровна
Ю́лия Алекса́ндровна Высо́цкая (род. 16 августа 1973, Новочеркасск, Ростовская область, СССР) — российская и белорусская актриса театра и кино, писательница, телеведущая и ресторатор. Заслуженная артистка Российской Федерации (2018). Лауреат премий  «Золотой орёл» (2003, 2017, 2021), «ТЭФИ» (2007, 2014) и «Ника» (2017, 2021). Как актриса наиболее известна по ролям в фильмах своего мужа Андрея Кончаловского.

## Биография
Родилась 16 августа 1973 года в Новочеркасске Ростовской области.
Окончила среднюю школу № 9 города Баку (1990). Затем окончила актёрский факультет Белорусской государственной академии искусств (1995) и Лондонскую академию музыкального и драматического искусства (1998).
Работала в Белорусском национальном академическом театре имени Янки Купалы, где сыграла главные роли в спектаклях «Безымянная звезда», «Лысая певица» и других.
С 2009 года играет на сцене Московского государственного академического театра имени Моссовета.
С сентября 2003 года по настоящее время ведёт на телеканале «НТВ» кулинарную передачу «Едим Дома!», а с 2009 года также утреннюю программу «Завтрак с Юлией Высоцкой».
В 2008 году стала гастрономическим куратором русского вечера в рамках Всемирного экономического форума в Лондоне.
В 2009 году была гастрономическим режиссёром в московском ресторане «Family Floor».
С октября 2009 года по 2017 год — главный редактор кулинарного журнала «ХлебСоль». Также в 2009 году под патронатом Юлии Высоцкой запущена социальная кулинарная сеть edimdoma.ru и первое кулинарное интернет-телевидение edimdoma.tv.
Юлия Высоцкая — автор кулинарных бестселлеров, общий тираж её книг превысил два миллиона экземпляров.
В 2011 году открыла в Москве гастрономический ресторан «Ёрник» и основала Кулинарную студию Юлии Высоцкой. Для желающих научиться готовить самостоятельно основала туристическую фирму с маршрутами, включающими посещение самых известных ресторанов Западной Европы.
В 2011 году сразу несколько российских СМИ сообщили о наличии у Юлии Высоцкой гражданства Франции. Эту же информацию подтвердил в интервью газете «Известия» и муж Юлии — режиссёр Андрон Кончаловский. «Наконец, у меня двойное гражданство — российское и французское», — заявил муж Высоцкой] .
В июне 2014 года открыла семейный ресторан «Food Embassy by Julia Vysotskaya» рядом с Аптекарским огородом МГУ.
В сентябре 2018 года запустила шоу «#сладкоесолёное» и «Мне это нравится!» на своём YouTube-канале.

## Семья
Мать — Светлана. Отчим — Александр. Сестра — Инна.

## Личная жизнь
Первый муж — Анатолий Кот (род. 1973), белорусский актёр, фиктивный брак.
Второй муж (с 1998 года) — Андрей Кончаловский (род. 1937), кинорежиссёр, народный артист РСФСР (1980). В семье двое детей:
- дочь Мария (род. 1999);
- сын Пётр (род. 2003).

## Признание и награды

### Государственные награды
- 2017 — премия Правительства РФ в области культуры — за исполнение ролей в трилогии по пьесам А. П. Чехова на сцене Театра имени Моссовета[13].
- 2018 — Заслуженный артист Российской Федерации — за большой вклад в развитие отечественной культуры и искусства, многолетнюю плодотворную деятельность[14].

### Другие награды, премии, поощрения и общественное признание
- Спектакль «Оглянись во гневе» по Джону Осборну — премия за лучшую женскую роль.
- 2003 — Номинация на премию «Золотой орёл» за лучшую женскую роль в кино (фильм «Дом дураков»).
- Премия за лучшую женскую роль на фестивале «Виват кино России!» (фильм «Дом дураков»).
- В 2007 году программа «Едим Дома!» стала обладательницей телевизионной премии ТЭФИ (в номинации «Развлекательная программа. Образ жизни») и премии Effie (бренд года).
- В 2009 году за пропаганду здорового образа жизни программе «Едим Дома!» присвоен знак «Одобрено экологами России».
- 2013 — Почётный деятель искусств города Москвы[15].
- В 2014 году программа «Едим Дома!» стала обладательницей телевизионной премии ТЭФИ (в номинации «Утренняя программа»), а Юлия Высоцкая — победительницей в номинации «Ведущий утренней программы» в 2014[16] году и в 2016[17][18]—2017 годах[19].
- 2016 — 54-й Международный кинофестиваль в Хихоне, Испания[20] — приз за лучшую женскую роль в картине «Рай».
- 2017 — премия «Золотой орёл» за лучшую женскую роль в кино (фильм «Рай»).
- 2017 — премия «Ника» за лучшую женскую роль (фильм «Рай»)[21]
- 2017 — 35-й Мюнхенский кинофестиваль — премия Бернхарда Викки «Мост» за лучшее исполнение женской роли в иностранном фильме (фильм «Рай»)[22].
- 2021 — премия «Ника» за лучшую женскую роль (фильм «Дорогие товарищи!»).
- 2021 — номинация на премию «Золотой орёл» за лучшую женскую роль в кино (фильм «Дорогие товарищи!»).
- 2021 — номинация на премию Гильдии киноведов и кинокритиков России — премия «Белый слон» за лучшую женскую роль (фильм «Дорогие товарищи!»).
- 2021 — номинация на премию «Золотой карп» Фарерского кинофестиваля за лучшую женскую роль в кино (фильм «Дорогие товарищи!»).

## Творчество

### Роли в театре

#### Национальный академический театр имени Янки Купалы
- 1993 — «Лысая певица» по Э. Ионеско — мадам Смит
- 1995 — «Оглянись во гневе» по Д. Осборону — Элисон
- 1995 — «Безымянная звезда» по М. Себастьяну — Мона
- 2002 — «Любовь — книга золотая», антреприза по А. Толстому

#### Театр имени Моссовета
- 2004 — «Чайка» (А. Чехов) — Нина Заречная
- 2009 — «Дядя Ваня» (А. Чехов) — Соня
- 2012 — «Три сестры» (А. Чехов) — Маша
- 2015 — «Вишневый сад» (А. Чехов) — Раневская
- 2022 — «Укрощение строптивой» (У. Шекспир) — Катарина
- 2023 — «Супружеская жизнь. Перестройка» (по мотивам пьесы И. Бергмана) — Марина

#### Московский драматический театр на Малой Бронной
- 2005 и 2009 гг. — «Мисс Жюли» по А. Стриндбергу — мисс Жюли

#### БДТ имени Г. А. Товстоногова
- 2018 — «Эдип в Колоне» по трагедии Софокла — Антигона

#### МХАТ имени М. Горького
- 2019 — «Сцены из супружеской жизни» — Марина

### Фильмография
| Год  |    | Название                                   | Роль                |
| ---- | -- | ------------------------------------------ | ------------------- |
| 1992 | ф  | Пойти и не вернуться                       | Зося                |
| 1994 | ф  | Заколдованные                              | девушка с диспута   |
| 1994 | ф  | Игра воображения                           | Женя                |
| 2002 | ф  | Дом дураков                                | Жанна Тимофеева     |
| 2003 | ф  | Макс                                       | Элен                |
| 2003 | ф  | Лев зимой                                  | Эллис               |
| 2005 | ф  | Солдатский декамерон                       | Вера                |
| 2006 | ф  | Первое правило королевы                    | Инна Селивёрстова   |
| 2007 | ф  | Глянец                                     | Галя                |
| 2007 | мф | Рататуй                                    | Колетт              |
| 2010 | ф  | Щелкунчик и Крысиный Король                | Луиза / Снежная Фея |
| 2016 | ф  | Рай                                        | Ольга               |
| 2018 | ф  | Грех                                       | дама с горностаем   |
| 2019 | ф  | Мысленный волк                             | мать                |
| 2020 | ф  | Дорогие товарищи!                          | Люда                |
| 2024 | с  | Хроники русской революции (в производстве) | Ариадна Славина     |

### Телевизионные проекты
- Программа «Едим дома!» на телеканале «НТВ» (с 2003 года, по cубботам).
- Программа «Завтрак с Юлией Высоцкой» на телеканале «НТВ» (с 2010 года, с понедельника по четверг).
- Кулинарный эксперт в проекте «Пекельна кухня» на украинском канале «1+1» (2011—2012; в первом и втором сезонах).
- Рубрика «Утро с Юлией Высоцкой» в программе «Новое утро» на телеканале «НТВ» (с 7 сентября 2015 года по 30 декабря 2016 года, с понедельника по пятницу).
- Программа «Высоцкая Life» на телеканале «НТВ» (с 9 апреля по 25 июня 2016 года, по субботам).
- Программа «Жди меня» на телеканале «НТВ» (с 27 октября 2017 года по 11 августа 2018 года, по пятницам)[26].

### Кулинарные студии
По состоянию на 3 июня 2024 года работают пять кулинарных студий в Москве.
- Кулинарная студия на Белорусской (открыта с 2011 года).
- Кулинарная студия на метро Университет (открыта с 2020 года).
- Шаболовская.
- Динамо.
- Бауманская.